# Cantón de Montmort-Lucy
El cantón de Montmort-Lucy era una división administrativa francesa, que estaba situada en el departamento de Marne y la región de Champaña-Ardenas.

## Composición
El cantón estaba formado por veintidós comunas:
- Bannay
- Baye
- Beaunay
- Chaltrait
- Champaubert
- Coizard-Joches
- Congy
- Corribert
- Courjeonnet
- Étoges
- Fèrebrianges
- La Caure
- La Chapelle-sous-Orbais
- La Ville-sous-Orbais
- Le Baizil
- Mareuil-en-Brie
- Margny
- Montmort-Lucy
- Orbais-l'Abbaye
- Suizy-le-Franc
- Talus-Saint-Prix
- Villevenard

## Supresión del cantón de Montmort-Lucy
En aplicación del Decreto nº 2014-208 de 21 de febrero de 2014, el cantón de Montmort-Lucy fue suprimido el 22 de marzo de 2015 y sus 22 comunas pasaron a formar parte; veintiuna del nuevo cantón de Dormans-Paisajes de Champaña y una del nuevo cantón de Vertus-Llanura de Champaña.